# La Culpabilité allemande
La Culpabilité allemande (Die Schuldfrage) est un ouvrage du philosophe Karl Jaspers paru en 1946. Il traite de la situation spirituelle de l'Allemagne après la Seconde Guerre mondiale et des notions de culpabilité et de responsabilité. Il est traduit en français en 1948 par Jeanne Hersch et réédité en 1990 avec une préface de l'historien Pierre Vidal-Naquet.

## Les quatre types de culpabilité
Karl Jaspers distingue quatre types de culpabilité dans l'ouvrage : criminelle, politique, morale et métaphysique.
La culpabilité criminelle relève du tribunal et concerne les actes considérés comme des crimes au regard de la loi. Ce type de culpabilité regarde celui qui a commis de tels actes.
La culpabilité politique vient de la responsabilité de tout citoyen d'un État, quant aux actes réalisés par cet État. En ce sens, les Allemands ont une responsabilité collective dans les actes du gouvernement nazi. Cette responsabilité est établie par le vainqueur de la guerre, ici les Alliés. Elle est déterminée par le succès ou l'échec d'une politique menée, même si pour Jaspers la force ne doit jamais supplanter le droit.
La culpabilité morale dépend de la conscience de tout individu. Elle est liée à la liberté : toute personne est responsable de ses actes et doit les assumer. Pour Jaspers, l'expression « un ordre est un ordre » ne peut jamais constituer une excuse valable. Par rapport à ce type de culpabilité, nous sommes notre propre juge.
Enfin, la culpabilité métaphysique est définie par la co-responsabilité de tout être humain vis-à-vis de chaque autre. Elle se manifeste dès que nous restons inactifs face à l'oppression et l'injustice, lorsque nous ne nous sentons pas concernés par la souffrance d'autrui. Cette culpabilité est à la limite de l'exprimable et c'est devant Dieu qu'elle se présente avant tout.